# Karina Sainz Borgo
Karina Sainz Borgo (Caracas, Venezuela, 10 de febrero de 1982) es una periodista y escritora venezolana. Desde 2006 reside en España.
Sus libros han sido traducidos a más de treinta idiomas, y sus historias han sido publicadas en revistas como Granta. Forma parte de lo que la crítica ha denominado la «literatura de la diáspora venezolana» o del «éxodo». Entre sus obras más importantes se encuentran  La hija de la española, su primera novela, que ha sido traducida en más de veinte idiomas y El Tercer País, con la que se consolida como una de las escritoras latinoamericanas más relevantes de la actualidad.

## Biografía

### Primeros años
Karina Sainz Borgo nació en la capital venezolana, Caracas, en 1982. Desde 2006 es residente en España, donde llegó con 24 años. 

### Carrera periodística
Ha trabajado para medios de comunicación españoles como Vozpópuli, Zenda u Onda Cero. Es periodista cultural y autora de libros de periodismo como Caracas hip-hop y Tráfico y Guaire, el país y sus intelectuales. Actualmente trabaja como reportera y columnista en el periódico español ABC.

### Carrera literaria
En 2019 publicó La hija de la española, su primera novela, fue un éxito sin precedentes en la literatura 
venezolana y ha sido traducida en más de veinte idiomas. La novela cuenta la historia de una joven venezolana, Adelaida Falcón, que, tras la muerte de su madre, trata de huir de un país que se desmorona. La revista estadounidense Time incluyó este título entre los 100 libros más importantes del año 2019. Roberto Lovera De Sola, para el diario El Nacional calificó a la novela de «obra en la cual los venezolanos nos podemos mirar ante un espejo en el momento trágico que vivimos». El escritor Fernando Aramburu resalta la «extraordinaria calidad de Sainz Borgo como novelista». Según el New York Times, la novela tiene «ecos de Borges», en una Venezuela que vive en un caos político. Thierry Clermont, en Le Figaro, considera que Sainz Borgo «publica una primera novela magistral, saturada de violencia, de esperanza y de luz». Mientras que Florence Noiville, en Le Monde considera La hija de la española como una bella y feroz primera novela.
En su segundo libro, Crónicas barbitúricas, relata su vida en Madrid, ciudad a la que llegó con 23 años y los eventos más importantes de la historia española contemporánea como la crisis de 2008 o el 15-M.
En 2021 vuelve al registro novelístico con El Tercer País, donde revisita el mito de Antígona y el derecho fundamental que tienen los seres humanos a enterrar sus muertos. Como en La hija de la española, Sainz Borgo vuelve a la «imagen de mujeres que generalmente están solas o acompañadas de otras mujeres».
En 2023 publica la novela fantástica La isla del Doctor Schubert, con ilustraciones de Natàlia Pàmies.La novela resultó finalista del premio Grand Continent de 2023.
Junto a autores como Keila Vall de la Ville, Rodrigo Blanco Calderón, Michelle Roche Rodríguez, María Elena Morán o Camilo Pino, forma parte de lo que la crítica ha denominado la «literatura de la diáspora» o del «éxodo».

## Obras

### Crónica
- Caracas hip-hop (Caracas, 2007)
- Cuatro reportajes, dos décadas, una historia: Tráfico y Guaire, el país y sus intelectuales (Fundación para la Cultura Urbana, 2007)
- Crónicas barbitúricas (Círculo de Tiza, 2019)

### Novela
- La hija de la española (Lumen, 2019)
- El Tercer País (Lumen, 2021)
- La isla del Doctor Schubert (Lumen, 2023)

## Premios
- Grand prix de l'héroïne Madame Figaro du roman étranger (2020)[25]
- Nominada al LiBeraturpreis (2020)[25]
- Finalista del Kulturhuset Stadsteatern Stockholm (2021)[25]
- Longlist del Europese Literatuurprijs (2021)[26]
- Premio O. Henry (2021)
- Selección Prix du roman FNAC (2023)[27]
- Premio de Periodismo David Gistau (2023)[28]
- Premio Jan Michalski (2023)[29]
- Finalista Prix Grand Continent (2023)[22]